# San Juan Grande (Guanajuato)
San Juan Grande es una localidad del estado mexicano de Guanajuato. Es parte del municipio de Huanímaro.

## Toponimia
El nombre de la población hace referencia al santo patrono de la localidad: San Juan Grande.

## Demografía
| Gráfica de evolución demográfica |
|                                  |

| Censo | Población |
| ----- | --------- |
| 1900  | 265       |
| 1910  | 289       |
| 1921  | 127       |
| 1930  | 188       |
| 1940  | 202       |
| 1950  | 289       |
| 1960  | 364       |
| 1970  | 492       |
| 1980  | 589       |
| 1990  | 725       |
| 2000  | 884       |
| 2010  | 1 027     |
| 2020  | 1 219     |